# جو سالزبری
جو سالزبری (انگلیسی: Joe Salisbury؛ زادهٔ ۲۰ آوریل ۱۹۹۲) تنیس‌باز اهل بریتانیا با سابقه رتبه اول بازی دونفره است.
وی در مسابقات کشوری و بین‌المللی در مجموع برندهٔ ۱ مدال طلا شده است.